# توکتویان (شهرستان توپ)
توکتویان (به لاتین: Toktoyan) یک روستا در قرقیزستان است که در شهرستان توپ واقع شده‌است. توکتویان ۱٬۳۰۹ نفر جمعیت دارد و ۱٬۹۱۸ متر بالاتر از سطح دریا واقع شده‌است.